# Brónnitsi
Brónnitsi (rus: Бронницы (rus)) és una ciutat de l'óblast de Moscou, a Rússia. El 2018 tenia 22.567 habitants. És documentada per primera vegada el 1453. Fou el punt de màxima penetració de la invasió francesa de Rússia.